# Ahmet Şener
Pour les articles homonymes, voir Şener.
Ahmet Şener né en 1921 à Vakfıkebir et mort le 14 juin 1991 à Keçiören, est un homme politique turc.
Diplômé de la faculté d'agriculture de l'Université d'Ankara. Directeur du personnel du ministère de l'agriculture. Membre de l'Assemblée constituante en 1961. Membre du parti républicain du peuple, député de Trabzon (1961-1980), ministre des forêts (1974 et 1979) et ministre d'État (1978-1979). Marié et a 3 enfants. Ses enfants sont Sezer Şener Komsuoğlu (ancienne rectrice de l'Université de Kocaeli), Sadri Şener (ancien président du Trabzonspor) et Sani Şener (homme d'affaires).